# 吉弘拓生
吉弘 拓生（よしひろ たくお、1981年12月25日 - ）は、奈良県三宅町の副町長。
福岡県うきは市の市長公室付事務主査、群馬県下仁田町の副町長などを歴任。内閣官房、内閣府、総務省のアドバイザー、一般財団法人地域活性化センターフェロー、一般社団法人官民共創未来コンソーシアム理事、RKCラジオ「吉弘拓生の今こそ高知が面白い！」のパーソナリティを務めている。

## 来歴
福岡県福岡市生まれ、久留米市出身。九州産業大学商学部卒。2000年九州産業大学在学中にラジオアナウンサーとなり、FMラジオDJ、2003年浮羽森林組合職員、うきは市職員を経て、2015年4月から群馬県下仁田町副町長。国家公務員が地方創生人材支援制度（日本版シティマネージャー）として派遣されるなか、地方自治体（基礎自治体）同士の独自の取り組みとして他の市町村の職員（一般職の地方公務員）を副町長（特別職地方公務員）として招くという日本初の試み。就任時は日本最年少副町長。
2017年1月に西日本新聞社「ここで生きるネット」50人、2017年4月ForbesJAPAN特集で日本を元気にする88人、スーパー公務員12人に選ばれる。2018年3月に副町長を退任。
2018年4月、福岡県うきは市役所市長公室事務主査。
2019年4月、一般財団法人地域活性化センターのクリエイティブ事業室長。2020年４月、内閣官房地域活性化伝道師。2021年1月、新事業企画室長。2021年10月、内閣府企業版ふるさと納税マッチング・アドバイザー。
2022年4月から2024年3月まで西日本新聞毎週月曜朝刊「地域づくり最前線」を担当した。
2025年4月から現職。
Voicyパーソナリティとして「ちょっとストリーム」を配信する他、2024年10月から高知放送ラジオパーソナリティとして吉弘拓生の「今こそ高知が面白い！」のメインパーソナリティを務めている。

## 役職
- うきは市 市長公室 主査
- 前下仁田町副町長
- 総務省地域力創造アドバイザー
- 一般財団法人地域活性化センターフェロー
- 内閣官房 地域活性化伝道師
- 内閣府 企業版ふるさと納税マッチング・アドバイザー
- 一般社団法人官民共創未来コンソーシアム理事
- 一般社団法人日本ウェルビーイング推進協議会理事

## 主な取り組み
- 森林セラピー推進事業[9]
- うきはフルーツ＆スイーツコレクション[10]
- JR九州「ななつ星in九州」歓迎行事[11]
- barうきは[10]
- 「ふるさと住民票」構想[12]‐構想日本共同提案
- 下仁田町PR動画「人と町の風景」[10]
- 地域づくり人財育成支援事業[5]
- プログラミングワークショップ[5]
- 企業版ふるさと納税「ねぎとこんにゃく下仁田奨学金」

## 講演
- アクロス・文化であい塾「森林セラピーとは」[13]
- 地域づくり実践セミナー・知的財産セミナー(愛媛県庁)
- 「地方創生と観光」33歳副町長はいかにして誕生したか？(福岡県築上町)
- 平成28年度地域づくり実践講座「地域資源を活かしたまちづくり・人づくり」(群馬県庁)

## 執筆・掲載
- AFCフォーラム2013年11月号「地域の宝は足もとにある」(日本政策金融公庫)[14]
- 週刊プレイボーイ2013年10月14日号「本気で目指す地方公務員大研究」
- 地域おこし協力隊 日本を元気にする60人の挑戦(学芸出版社))[15]
- 上毛新聞オピニオン21(上毛新聞社)[16]
- 西日本新聞「ここで生きる」[17]
- 西日本新聞「地域づくり最前線」